# Меркулов, Виктор Иванович
Виктор Иванович Меркулов (28 сентября 1945 — 30 января 2023) — доктор технических наук, профессор, член-корреспондент Российской инженерной академии, бывший генеральный директор ОАО «Комсомольское-на-Амуре авиационное производственное объединение имени Ю. А. Гагарина» (КнААПО, 1994—2006), почётный авиастроитель, почётный гражданин г. Комсомольска-на-Амуре, лауреат Государственной премии РФ в области науки и техники.

## Биография
Родился 28 сентября 1945 в г. Комсомольске-на-Амуре. Окончил среднюю общеобразовательную школу № 7 г. Комсомольска-на-Амуре.
В 1964 г. трудоустроился на авиационный завод им. Ю. А. Гагарина, проработал на заводе около 40 лет.
Начал свою карьеру с работы слесаря. После трехлетней службы в армии (1964—1967) вернулся на авиационный завод. Без отрыва от производства в 1973 году закончил Комсомольский-на-Амуре Политехнический институт по специальности «Самолетостроение».
В 1969 его назначили мастером группы оснастки (1969—1973), затем начальником техбюро (1973—1974), заместителем начальника цеха по производству (1974—1975), начальником механосборочного цеха (1975—1977), позднее — цеха гальванопокрытий (1977—1982).
В 1982 становится заместителем главного инженера по производству, через 6 лет — заместителем генерального директора по качеству — начальником ОТК.
В 1990 занимает пост главного инженера завода.
В 1994 г назначен генеральным директором ФГУП «Комсомольское-на-Амуре авиационное производственное объединение имени Ю. А. Гагарина».
При его руководстве завод запустил в серийное производство самолёты Су-27 и его модификаций: Су-27СК, Су-27П, Су-33, Су-35. За участие в создании палубного истребителя Су-33 он получил Государственную премию.
После ухода с должности генерального директора КнААПО Меркулов был заместителем генерального директора по производству, техническому развитию и качеству АКБ Сухого. Занимался научной деятельностью. Автор ряда изобретений, монографий и научных работ. В 2000 году во Владивостоке защитил кандидатскую диссертацию на тему «Исследование и освоение труднодеформируемых штампосварных конструкций летательных аппаратов».
Умер 30 января 2023 года.

## Награды
- Орден Почёта (Россия) ,
- медаль ордена «За заслуги перед Отечеством» I степени ,
- медаль ордена «За заслуги перед Отечеством» II степени
- Медаль «Двадцать лет победы в Великой Отечественной войне 1941-1945 гг.»,
- Юбилейная медаль «300 лет Российскому флоту»,
- Почётный гражданин Комсомольска-на-Амуре (2002).